# Copalnic-Mănăștur
Copalnic-Mănăștur es una comuna ubicada en el distrito de Maramureș, Rumania.

## Superficie
Cuenta con una superficie de 117,5 kilómetros cuadrados.

## Demografía
Hasta 2021 la población era de 5242 habitantes, con una densidad de población de 44,63 habitantes por kilómetro cuadrado.